# Рождение Афродиты (фонтан)
Фонтан «Рожде́ние Афроди́ты» — историческая скульптура в Санкт-Петербурге, восстановленный фонтан. Находится в Центральном районе города в саду Сан-Галли (Лиговский проспект, территория между домами 60-62 и 64-66). Объект культурного наследия России регионального значения.

## История

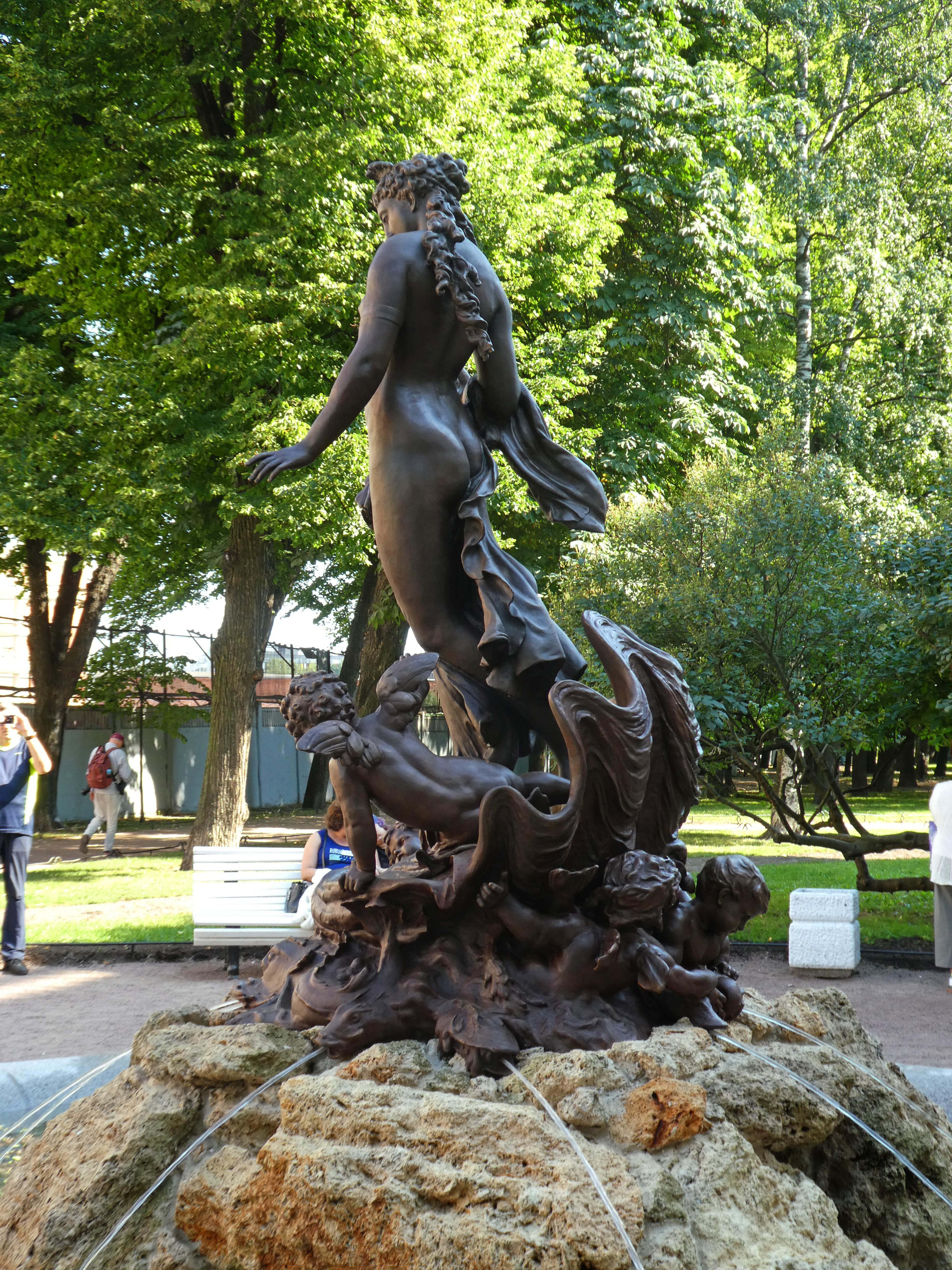
Фонтан в 2022 году, вид сбоку

В 1869—1872 годах на Лиговском проспекте по проекту архитектора К. К. Рахау был построен особняк с зимним садом (современный дом № 60-62) для владельца петербургского Чугунолитейного и механического завода Франца Сан-Галли и его семьи. Весь металлический декор здания, а также детали для устройства отопления, водопровода и канализации были выполнены хозяином особняка на собственном заводе. Особняк располагался рядом со зданием главной конторы завода. К югу от особняка, на участке, также принадлежавшем Сан-Галли, в 1880—1881 годах было построено здание с квартирами для инженеров и управленческого персонала завода, а также для родственников фабриканта (современный дом № 64-66). Между этими двумя зданиями на месте бывших огородов был обустроен сад, тянувшийся вглубь от Лиговского проспекта до линии железной дороги. От проспекта сад был отделен красивой чугунной оградой, предположительно созданной по рисунку архитектора-художника И. И. Горностаева (также автором рисунка ограды называют К. К. Рахау).
Известно, что каких-либо скульптурных групп в планировке сада первоначально предусмотрено не было. Однако в 1886 году в глубине сада был выстроен кегельбан, а рядом с ним был устроен пруд с декоративной скульптурой; тогда же напротив особняка была создана округлая композиция (клумба или фонтан) со статуей в центре. Предположительно, одной из этих скульптур и была скульптура «Рождение Афродиты». Также существует распространенная версия, что скульптуру перенесли в сад уже после революции из уже не действующего зимнего сада особняка.
Автором скульптуры некоторые исследователи долгое время считали И. И. Горностаева. В настоящее время установлено, что данную модель разработал французский скульптор Матюрен Моро. Впервые она появилась а каталогах французской художественной литейной фабрики Валь д’Осн в 1881 году. По каталогу и по надписям на многочисленных копиях, выполненных по этой модели, установлено также официальное название скульптуры «Naissance de Venus» («Рождение Венеры»).
Скульптурная группа, как и весь декор особняка и сада, была отлита на петербургском заводе Сан-Галли из чугуна, затем покрыта гальванической медью и прочеканена. Применённая Сан-Галли техника покрытия медью никогда не использовалась французскими мастерами. Впоследствии эта техника послужила причиной разрушения скульптуры, поскольку медь разъедает чугун.
После революции сад Сан-Галли был переименован в соответствии с новым названием завода в сад «Кооператив», а в 1920-х годах ему было присвоено официальное название «Сад имени Фрунзе» (историческое название саду было стихийно возвращено в 2008 году, в просторечии также часто используется название «Сангальский сад»). Известно, что в 1928 году переустройством сада занимался Р. Ф. Катцер. Предположительно тогда же скульптурная группа с фонтаном заняла своё современное место в саду. Впервые фонтан «Рождение Афродиты» был зафиксирован на плане топографической съёмки 1932 года.
С конца 1970-х годов фонтан не эксплуатировался. За время, проведенное без эксплуатации, фонтанная чаша из бетона была полностью разрушена, инженерные сети отсутствовали, скульптура тоже разрушалась.
В 1993 году фонтан в составе архитектурного ансамбля «Чугунолитейный и механический завод Ф. К. Сан-Галли (комплекс построек с территорией, садом и оградами)» был включен в список объектов культурного наследия регионального значения. Охранный статус был подтвержден в 2003 году.
В 1996 году фонтан был передан в хозяйственное ведение ГУП «Водоканал Санкт-Петербурга». С 2000 по 2003 годы проводилась реставрация скульптурной группы. В результате обследования и последовавших реставрационных работ было установлено, что скульптурная композиция находится в аварийном состоянии, и на открытом воздухе её в дальнейшем экспонировать нельзя. В связи с этим с 2004 года оригинальная фонтанная скульптура находится в вестибюле офиса КГИОП, где ей обеспечены необходимые условия хранения. Разрушенную чашу фонтана в саду засыпали в 2006 году, а сверху соорудили горку.
В 2019 году фонтан в саду Сан-Галли был включен в общегородскую программу возрождения фонтанов Санкт-Петербурга. В 2020 году КГИОП согласовал проектную документацию на восстановление фонтана и копирование скульптурной группы. В первой половине 2022 года скульптура была перевезена в реставрационную мастерскую, где была изготовлена её точная копия из бронзы. Копирование производилось контактным методом по специально разработанной методике.
Фонтан был заново установлен в саду Сан-Галли и запущен 26 августа 2022 года. Для него была изготовлена новая чаша с гранитным бортом в исторических габаритах и постамент для скульптуры в виде горки из натурального камня.

## Описание
Афродита изображена обнаженной, стоящей в спокойной позе на раковине, которую поддерживают два дельфина с водомётами. Правой рукой Афродита придерживает волосы, на её голове — диадема, на правом бедре — струящаяся драпировка, правая нога выставлена вперед. У ног Афродиты, по сторонам — две фигурки купидонов. Плинт со скошенными углами оформлен стилизованными волнами. С задней стороны скульптурной группы, под волной находятся две поясные скульптуры купидонов, держащих водомёты в виде рыбы и раковины. Боковые водомёты в основании фонтана выполнены в виде рыб. Атрибуты и поза рождённой из морской пены богини соответствуют иконографии, распространившейся во времена античности и неоднократно повторявшейся мастерами следующих эпох.
Аналогичные фонтанные скульптурные группы за авторством Матюрена Моро установлены в Мехико, в Лиму, в Рио-де-Жанейро и в некоторых других городах мира.